# Патрісія Кастро
Патрісія Кастро (6 серпня 1992) — іспанська плавчиня.
Учасниця Олімпійських Ігор 2012, 2016 років.
Призерка Чемпіонату Європи з водних видів спорту 2016 року.